# 李哲藝
李哲藝（英語：LEE Che-Yi，1970年—）是臺灣豎琴演奏家、作曲家，高雄人，曾獲金曲獎、香港舞蹈年獎、中國十大發燒唱片等獎項。現為灣聲樂團音樂總監暨駐團作曲家，灣聲國際董事長。

## 歷略
李哲藝自小接觸音樂，10歲時已能在台南神學院登台演出。曾就讀高雄中學、文化大學物理系及音樂系西樂組，輔仁大學音樂系碩士在職專班。早年從事豎琴演奏，曾入選亞洲青年管弦樂團團員，並曾擔任國家交響樂團客席豎琴。
演奏以外，李哲藝另一事業重心在於作曲、編曲，曾受邀為國家交響樂團、臺灣國樂團、國立臺灣交響樂團、新加坡華樂團、臺北愛樂管弦樂團、臺北市立交響樂團、長榮交響樂團、臺北市立國樂團、高雄市交響樂團、高雄市國樂團、韓國釜山交響樂團、廈門交響樂團等數十支國內外團體創作。其職業生涯累積逾2,000首作曲，5,000首編曲，2,000場次以上之演出。對於自己的編曲工作，李哲藝自述：
今天如果不是學豎琴我可能不會編曲，主要是豎琴這個樂器在古典音樂圈來說還是個冷門樂器，雖然它的曲目非常多，但是一般大眾是不認識的⋯⋯我就在想如何能夠演奏這個樂器且讓人喜歡來聽。我就開始改編大家所熟悉的音樂，這些音樂很多是從別的樂器來的，有的甚至連樂譜都沒有，我就開始自己改，慢慢覺得只有豎琴演出也不夠豐富，就開始找其他樂器來搭配，那更是沒有樂譜，只好全部自己來。⋯⋯久了以後大家覺得也得不錯，漸漸有其他音樂家或表演團隊開始找我，就慢慢越來越多。
此外他以指揮身分與臺灣重要的樂團有所合作，包括上述的臺灣國樂團、高雄市交響樂團、高雄市國樂團、臺北市立交響樂團，以及桃園市國樂團等。
2017年在淡水創立灣聲樂團，此後率團定期於臺灣重要展演場所演出，包括2019年1月1日起固定舉辦的年度新年音樂會等。

## 獲獎與榮譽
- 1999年：美國國際爵士豎琴大賽第三名[15]，為賽事歷來首位亞洲獲獎者
- 2012年：第23屆金曲獎傳藝類最佳作曲人獎（作品《絃舞Ⅰ》）[16]
- 2015年：香港舞蹈年獎最佳年度舞蹈音樂獎
- 2016年：第27屆傳藝金曲獎最佳創作獎（作品《月夜愁》）[註 1][16]
- 2018年：第29屆傳藝金曲獎最佳專輯製作人獎（作品《瘋·原祭》）[16]
- 2021年：第32屆傳藝金曲獎最佳傳統表演藝術影音出版獎（作品《驚嘆樂舞──2020臺灣原住民樂舞饗宴》）[16]
- 文化大學傑出校友

## 作品節選

### 作曲
李哲藝的作曲包括臺灣原住民、閩南、客家等各民族元素，以下試列其部分作品：
獨奏
- 《戀戀情深》豎琴獨奏曲，1996年11月[17]

室內樂
- 《四月雨幻想曲》弦樂五重奏版[17]
- 《絃舞Ⅰ》，2019年9月[17]
- 《台灣舞曲第一號》，為長笛、低音管、鋼琴，2008年3月[17]

器樂協奏曲
- 《青春行草》鋼琴協奏曲，2021年8月[17]
- 《桃園四季鋼琴協奏曲》鋼琴與國樂團，2018年12月[17]
- 《馬祖鋼琴協奏曲》
- 《金色年代》
  - 小提琴與國樂團版本，2021年7月[17]
  - 長笛與管絃樂團版本，2019年1月[17]
- 《港都綺緣》
  - 二胡、小提琴與國樂團，2012年12月[17]
  - 二胡、大提琴與管弦樂團，2012年11月[17]

弦樂合奏
- 《絃舞Ⅴ》，2020年12月[17]
- 《西藏舞曲》，2018年4月[17]
- 《絃舞Ⅳ》，2018年2月[17]

管樂合奏
- 《客家序曲》，2017年10月[17]

其他
- 《泰雅序曲》
  - 弦樂團版本，2014年8月[17]
  - 管樂團版本，2010年7月[17]
  - 管弦樂團版本，2010年6月[17]
- 《掌中隨想曲》
- 《八方風雲會中洲》
- 《廟埕》：2001年國家兩廳院成立15周年委託創作，台北愛樂管弦樂團用於北歐巡迴音樂會曲目，於瑞典國家廣播音樂廳及芬蘭音樂廳演出
  - 國樂團版本，2001年11月
  - 弦樂團版本，2001年6月
  - 弦樂四重奏版本，2001年3月
  - 管弦樂團版本，2001年2月
- 《馬卡道狂想曲》：1999年完成，代表作品之一。國立臺灣交響樂團、國家國樂團、長榮交響樂團等演藝團體皆曾選演。[18]2017年7月，南投縣親愛愛樂樂團演奏此曲於維也納之國際少年音樂節（德語：Internationales Jugendmusikfest）獲世界冠軍。[19]
- 《隨想曲系列》
- 《小提琴無伴奏幻想曲》系列[17]
  - 第9號小提琴無伴奏幻想曲，2006年5月
  - 第8號小提琴無伴奏幻想曲，2005年6月
  - 第7號小提琴無伴奏幻想曲，2005年5月
  - 第6號小提琴無伴奏幻想曲，2005年2月
  - 第4號小提琴無伴奏幻想曲，2004年7月
  - 第3號小提琴無伴奏幻想曲，2003年12月
  - 第2號小提琴無伴奏幻想曲，2003年4月
- 《釜山幻想協奏曲》
- 台北市麗山高中校歌，鄭顯三作詞，李哲藝作曲

### 著作
- 《種一顆台灣的音符》——李哲藝的音樂冒險與藝想跨界，李哲藝口述，謝淑靖著文，左右國際，2021年[8]

## 個人生活
父親李武男務農，對音樂也有相當興趣，其創辦臺灣首家豎琴工廠，是李哲藝音樂啟蒙的推手。弟弟李哲音同樣從事豎琴演奏。李哲藝之妻為香港舞蹈家、香港舞蹈團前首席舞者蘇淑。
李哲藝現居淡水。

## 軼聞與其他
- 亞堤斯特電子樂譜平台（英語：Artist Music Score Website）為作曲家李哲藝所創辦，專營臺灣作曲家之作、編曲作品。[24]

## 外部連結
- 李哲藝的Facebook專頁
- 李哲藝音樂簿的Facebook專頁
- 灣聲樂團網站的相關頁面 （页面存档备份，存于）